# Scaphiostreptus ehlersi
Scaphiostreptus ehlersi är en mångfotingart som först beskrevs av Filippo Silvestri 1898.  Scaphiostreptus ehlersi ingår i släktet Scaphiostreptus och familjen Spirostreptidae. Inga underarter finns listade i Catalogue of Life.